# Children of the Forest (film 1912)
Children of the Forest è un cortometraggio muto del 1912 diretto da Lewin Fitzhamon.

## Produzione
Il film fu prodotto dalla Fitz Films.

## Distribuzione
Distribuito dalla Western Import Co., uscì nelle sale cinematografiche britanniche nel maggio 1912.